# جوش بويد
جوش بويد (بالإنجليزية: Josh Boyd)‏ هو لاعب كرة قدم أمريكية أمريكي، ولد في 3 أغسطس 1989 في فيلادلفيا في الولايات المتحدة.

## وصلات خارجية
- جوش بويد على موقع مرجع كرة القدم المحترفة.كوم (الإنجليزية)